# Zamost'e
Zamost'e (in lingua russa Замостье) è un villaggio della Russia situato nell'oblast' di Leningrado, e conta 55 abitanti (2002).
La città fu fondata nel 1499.